# Hancock County, Maine
Hancock County är ett administrativt område i delstaten Maine, USA. Hancock är ett av sexton countyn i staten och ligger i den östra delen i Maine. År 2010 hade Hancock County 54 418 invånare. Den administrativa huvudorten (county seat) är Ellsworth. 
En del av Acadia nationalpark ligger i countyt. 

## Geografi
Enligt United States Census Bureau så har countyt en total area på 6 089 km². 4 113 km² av den arean är land och 1 976 km² är vatten. 

### Angränsande countyn
- Penobscot County, Maine - nord
- Washington County, Maine - nordöst
- Waldo County, Maine - väst